# Mikołaj Szyszłowski

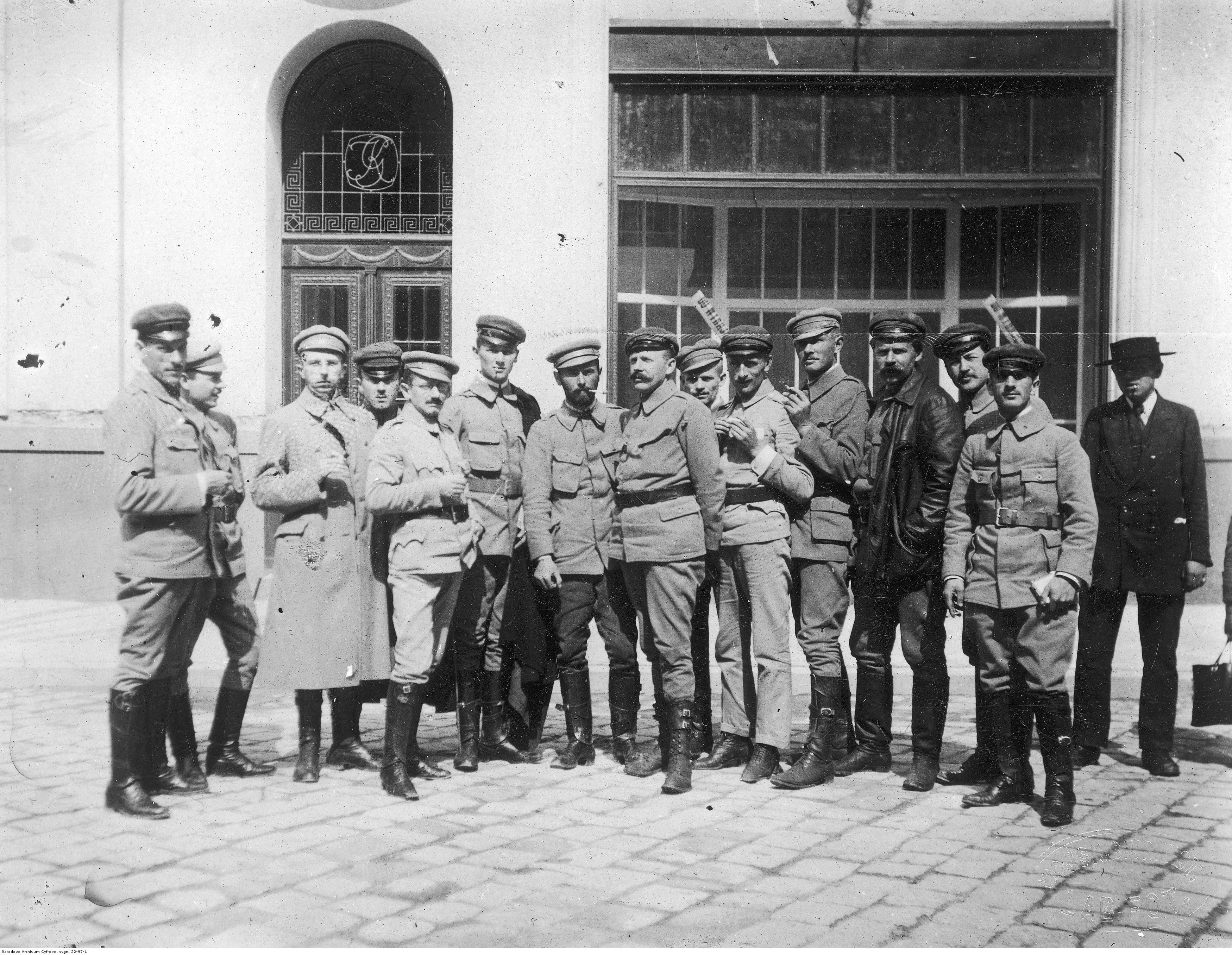
Rada Główna Związku Walki Czynnej; Lwów, czerwiec 1914. Mikołaj Szyszłowski-Sarmat pierwszy z lewej.

Mikołaj Szyszłowski ps. „Sarmat” (ur. 20 października 1883 w Kroszynie, zm. 18 maja 1915 pod Kozinkiem) – porucznik Legionów Polskich, działacz niepodległościowy, kawaler Orderu Virtuti Militari. 

## Życiorys
Urodził się 20 października 1883 w Kroszynie, w rodzinie Wincentego i Anny z domu Hutorowicz. Podczas nauki należał do młodzieżowych organizacji niepodległościowych, ale za uczestnictwo w nich wydalono go z gimnazjum, do którego chodził w Warszawie. Studiował malarstwo na Akademii Sztuk Pięknych w Krakowie, a po jej ukończeniu rozpoczął pracę w tamtejszym Gimnazjum św. Anny, w charakterze zastępcy nauczyciela rysunków.
Od 1910 w Związku Walki Czynnej, a w 1913 został w okręgu krzeszowickim komendantem „Strzelca”.
W sierpniu 1914 wstąpił do Legionów Polskich, gdzie w 5 baonie 5 pułku piechoty LP I Brygady Legionów Polskich pełnił służbę na stanowisku dowódcy 2 kompanii. Otrzymał awans na stopień porucznika. Szczególną odwagą wykazał się podczas walk o wieś Kozinek. Zginął w ataku na pozycje nieprzyjaciela, który uratował tę wieś od zniszczenia. Za czyn ten został pośmiertnie odznaczony Krzyżem Srebrnym Orderu Wojskowego Virtuti Militari.
Był żonaty z Marią Sarmantowską ps. „Dana” (1894–1939), sanitariuszką I Brygady LP, która powtórnie wyszła za mąż za Jerzego Alexandrowicza, profesora Uniwersytetu Jana Kazimierza we Lwowie .

## Ordery i odznaczenia
- Krzyż Srebrny Orderu Wojskowego Virtuti Militari nr 6490 – pośmiertnie, 17 maja 1922[9][2][10][5]
- Krzyż Niepodległości – pośmiertnie, 9 listopada 1932 „za pracę w dziele odzyskania niepodległości”[11][1]